# Base (linguistica)
In linguistica, si intende per base (o anche forma base o base lessicale) un lessema passibile di trasformazione in parola complessa (per derivazione o composizione).
Le basi sono oggetto di studio nell'analisi del rinnovamento lessicale interno delle lingue: dalla parola italiana forno, ad esempio, deriva il nomen agentis fornaio, nonché svariate altre forme (infornare, altoforno ecc.). Come si vede, tra la base e le forme derivate rimane un legame sia formale che semantico: così da cane deriva canino, mentre nel caso di suppletivismo "debole" resta il legame semantico ma non quello formale (come nella coppia cavallo-equestre).
Anche nel caso di derivati per composizione può esserci o meno un manifesto legame formale con le rispettive basi: così tra asciugamano, da un lato, e asciugare e mano, dall'altro, il legame formale è manifesto, mentre non è manifesto, ad esempio, in molte lingue speciali (così nel repertorio medico, che fa ampio utilizzo di basi etimologiche relative al greco classico).
È considerata "base" anche la forma lessicale da cui per alterazione originano altre forme, le quali, talvolta, si rendono autonome (cioè si lessicalizzano), come nel caso dei sostantivi italiani palazzina e villino (in origine "piccolo palazzo" e "piccola villa", rispettivamente).